# Фідловський Іван Якович
Іван Якович Фідловський (нар. 1889, Одеса — ?) — одеський судовий медичний експерт, патологоанатом, який брав участь у розслідуванні масових розстрілів, учинених НКВС під Одесою у 1937—1940 рр.
Родом із селян, за національністю росіянин. Після революції навчався на медика, працював патологоанатомом. У 1940 р. захистив в Одеському медичному інституті дисертацію на ступінь кандидата медичних наук на кафедрі судової медицини. Доцент.
Згідно до документів, які знайшов у 2021 р. одеський історик Олександр Бабіч, коли Одесу зайняли румунські війська, І. Фідловський залишився у місті, співпрацював з румунською владою, був призначений керівником міського моргу.
У травні 1942 р. (за його власним свідченням — у румунських публікаціях вказана пізніша дата) був викликаний до д-ра К. Шапочкіна, начальника медсанстанції, який запропонував разом з ним поїхати до с. Татарки, де були знайдені масові поховання. За словами Фідловського, на місці він побачив могили, у яких лежали по 15-20 скелетів, всього — близько 270 людей. Після огляду він та ще двоє медекспертів, професор Ф. М. Жмайлович та доцент Н. М. Астахова, встановили, що причиною смертей були постріли в голову. Румунська комісія, яку очолював проф. Александру Біркле (який пізніше також розслідував розстріли в Катині та Вінниці), за участю Шапочкіна та Фідловського, обслідувала більше 500 тіл; загальна кількість була набагато вищою, але дослідити всіх не було часу чрез наближення лінії фронту. Усього, за оцінками комісії, у тому місті було поховано близько 5000 людей.
У 1944 р. втік до Румунії, але у грудні того ж року був примусово повернений до СРСР. У січні 1945 р. засуджений до 6 років ув'язнення за участь у розслідуванні злочинів НКВС. Подальша доля невідома.